# Laxton (Northamptonshire)
Laxton è un villaggio e parrocchia civile dell'Inghilterra, appartenente alla contea del Northamptonshire.